# Увал (Тюменская область)
Ува́л — упразднённая в 2014 году деревня в Уватском районе Тюменской области России. Входила на год упразднения в состав Ивановского сельского поселения. Фактически часть села Ивановка.

## География
Находилась в северной части Тюменской области, в пределах юго-восточной части Западно-Сибирской равнины, на протоке Бурень реки Иртыш, на расстоянии примерно 5 километров (по прямой) к югу от села Уват, административного центра района. 
Климат
Климат характеризуется как континентальный, с длительной (около 5 месяцев) морозной зимой и тёплым достаточно продолжительным (3 — 3,5 месяца) летом. Средняя многолетняя температура самого холодного месяца (января) составляет −21…−19 °С, температура самого тёплого (июля) — около 17 °С. Безморозный период длится в течение 110—120 дней. Средняя продолжительность периода с температурой выше 10 °С составляет 92—110 дней, а период с температурой выше плюс 15 °С — 60—70 дней.

## История
1 ноября 2013 года деревня Увал присоединена к селу Ивановка.

## Население
| 1989 | 2002 | 2010 |
| ---- | ---- | ---- |
| 8    | ↘4   | ↗7   |

Национальный состав
Согласно результатам переписи 2002 года, в национальной структуре населения русские составляли 75 % – 3 из 4 человек.